# Канинде-ди-Сан-Франсиску
Канинде-ди-Сан-Франсиску (порт. Canindé de São Francisco) — муниципалитет в Бразилии, входит в штат Сержипи. Составная часть мезорегиона Сертан штата Сержипи. Входит в экономико-статистический микрорегион Сержипана-ду-Сертан-ду-Сан-Франсиску. Население составляет 22 396 человек на 2006 год. Занимает площадь 908,2 км². Плотность населения — 24,66 чел./км².

## История
Город основан в 1953 году.

## Статистика
- Валовой внутренний продукт на 2004 составляет 1.746.373.053,00 реалов (данные: Бразильский институт географии и статистики).
- Валовой внутренний продукт на душу населения на 2004 составляет 83.251,80 реалов (данные: Бразильский институт географии и статистики).
- Индекс развития человеческого потенциала на 2000 составляет 0,580 (данные: Программа развития ООН).